# Прінс
Прінс (англ. Prince), справжнє ім'я — Прінс Ро́джерс Не́льсон (англ. Prince Rogers Nelson; 7 червня 1958 — 21 квітня 2016) — американський музикант, автор пісень, співак, музичний продюсер, танцюрист та режисер. Він відомий за свій еклектизм, яскраві виступи та екстравагантне вбрання. Також він був мультиінструменталістом та гітаристом-віртуозом. Його творчість охоплює такі напрямки, як фанк, R&B, джаз-рок, соул, психоделія, поп, нова хвиля та багато інших. Критики вважають, що Принс поєднав у собі риси трьох видатних піонерів: рок-н-ролу — Літл Річарда, ритм-енд-блюзу — Джеймса Брауна і психоделічного року — Джимі Гендрікса.
Принс народився і виріс у Міннеаполісі. З раннього віку захоплювався музикою та написав свою першу пісню, ''Funk Machine'', у сім років. Він підписав контракт з Warner Bros. Records в 17 років та випустив свій дебютний альбом, For You, у 1978 році. Його наступний альбом, Prince (1978), став платиновим. Наступні три альбоми — Dirty Mind (1980), Controversy (1981) та 1999 (1982) — також стали напрочуд успішними. 1984 року він разом зі своїм гуртом, The Revolution, випустив альбом Purple Rain, що був також і саундтреком до однойменного фільму. Він швидко став популярним та найбільш комерційно успішним з-понад усіх інших альбомів Принса, проводячи 24 тижні на вершині Billboard 200. За той час було продано більше 25 мільйонів копій альбому у всьому світі. Після релізу Around the World in a Day (1985) та Parade (1986), The Revolution було розпущено, і Принс випустив подвійний сольний альбом Sign o' the Times (1987). Він випустив ще три сольні проєкти перед тим, як у 1991 році дебютував його гурт «The New Power Generation».
У 1993 році, через конфлікт з Warner Bros., він змінив своє сценічне ім'я на невимовний символ, що відомий також як ''Love Symbol'', і почав випускати альбоми набагато швидше, щоб покінчити з контрактом та бути вільним від зобов'язань. За два роки (1994—1996) він випустив п'ять альбомів, перед тим, як підписав угоду з Arista Records в 1998 році. 2000 року він повернувся до свого звичного імені. Принс після цього випустив 16 альбомів, включно з Musicology (2004), що став платиновим. Його останній альбом, Hit n Run Phase Two, вийшов на стрімінговому сервісі, Tidal, у 2015 році. Чотири місяці потому, у віці 57 років, Принс помер унаслідок випадкового передозування фентанілом у Пейслі Парку, що в Шангассені, Міннесота.
Принс започаткував один із жанрів фанк-року, що став називатися «Міннеаполіське звучання». Він продав більше 100 мільйонів записів у всьому світі, що робить його одним із найуспішніших музикантів усіх часів. Він отримав сім «Греммі», сім «Brit Awards», шість «American Music Awards», чотири «MTV Video Music Award», «Оскар» та «Золотий глобус». 2004 року ім'я Принса було занесено до Зали слави рок-н-ролу, а в 2016 році до Зали слави ритм-енд-блюзу. Журнал «Rolling Stone» поставив Принса на 27-е місце у списку 100 найкращих виконавців усіх часів.

## Біографія
Принс народився і виріс в Міннеаполісі в сім'ї афроамериканців. В юності захоплювався музикою Джеймса Брауна, Слая Стоуна, Джорджа Клінтона і Джимі Хендрікса. 1977 року став членом гурту 94 East, створеного чоловіком двоюрідної сестри, а в 1978 році випустив перший сольний альбом, для якого самостійно написав, спродюсував, аранжував і виконав всі пісні.
Ранні записи Принса були революційними для ритм-енд-блюзу: місце традиційної духової секції займали запаморочливі синтезаторні імпровізації, в основі багатьох композицій лежали ритмічні пульсації драм-машин. На основі матеріалу ранньої творчості Принса музичні критики заговорили про особливе «Міннеаполіське звучання», яке протиставлялося пануючому в ритм-енд-блюзі 1970-х м'якому «Філадельфійському звучанню». Після Принса втратив актуальність існуючий колись поділ ритм-енд-блюзу на ліричний соул і танцювальний фанк; кожна його композиція була оригінальним синтезом цих напрямків.
Ці риси проявилися вже у другому альбомі артиста Prince (жовтень, 1979), в який увійшов його перший великий хіт «I Wanna Be Your Lover». Третій альбом Dirty Mind (жовтень, 1980), знову написаний самостійно, викликав багато шуму своїми відвертими, часом провокаційними, текстами. Не менш епатували його колоритні, динамічні виступи в чоботах на високих підборах.. Коли в 1981 році Принс з'явився на розігріві у Rolling Stones на високих підборах, у в'язаних гамашах, бікіні і полушинелі військового крою, шанувальники легендарного рок-гурту закидали його сміттям. Пішли чутки про нетрадиційність його сексуальної орієнтації.

### Пік популярності
У тому ж 1981 році, повернувшись з викликавшого суперечливі відгуки «панк-фанк-туру» по США, Принс оголосив про створення групи The Time, під егідою якої в 1980-ті було випущено чотири альбоми, єдиним автором і виконавцем пісень яких виявився він сам. Група, як така, існувала від концерту до концерту і була в кінцевому рахунку перейменована в The Revolution. У жовтні 1982 року на полиці музичних магазинів надійшов подвійний альбом артиста, 1999, який зробив його ім'я відомим за межами США, Принс став найпопулярнішим музикантом планети після Майкла Джексона. Два треки з альбому стали візитними картками Принса і увійшли в складений журналом «Rolling Stone» список найкращих пісень усіх часів — антиутопічна «1999» і повна еротичного підтексту «Little Red Corvette».

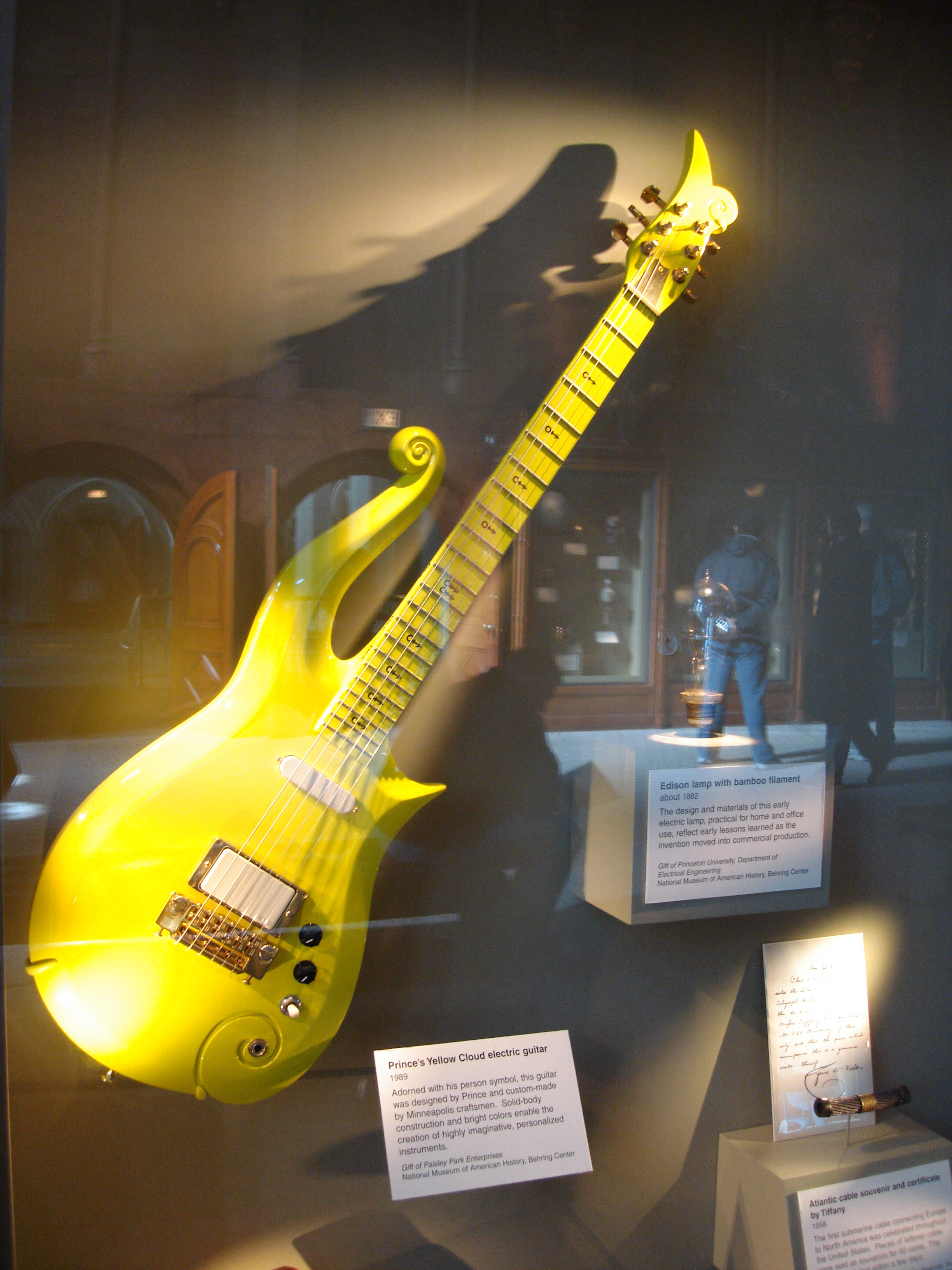
Гітара Принса «Жовта хмара» на виставці в Смітсонівському інституті.

Істерія навколо імені Принса досягла піку в 1984 році, з виходом його найуспішнішого альбому Purple Rain, який супроводжувався однойменним фільмом («Пурпурний дощ»). Протягом всього року Принс панував в чартах, іноді одночасно очолюючи списки найпродаваніших в США альбомів, синглів та фільмів. На першій сходинці Billboard 200 альбом провів 24 тижні поспіль. Дві пісні з альбому — «When Doves Cry» і «Let's Go Crazy» дійшли до першої позиції в Billboard Hot 100, а велична балада «Purple Rain» зупинилася на другому місці, але зате була удостоєна «Оскара», як найкраща пісня до фільму і була згодом названа журналом Pitchfork «найкращою піснею 1980-х». Альбом Purple Rain став зенітом успіху Принса у публіки і критиків; він регулярно входить в списки найкращих альбомів епохи рок-н-ролу.
Виснажений тривалим туром по США (в якому його супроводжувала подруга Аполлонія), Принс оголосив про тимчасове припинення концертної діяльності і знімання на телебаченні. Протягом наступних років він послідовно працював над розширенням своєї музичної палітри, збагачуючи її елементами панку, джазу, хіп-хопу і нової хвилі. 1986 року вийшли альбом і фільм «Parade», в які увійшла одна з найхарактерніших та найвідоміших пісень Принса — «Kiss» (Перше місце в чартах США). Мало хто з авторів пісень могли в той час зрівнятися з Принсом за затребуваністю — створена ним для Чакі Хан версія «I Feel for You» стала першою реп-композицією, яка очолила британські чарти, а в 1990 р. Шинейд О'Коннор записала найкасовіший сингл року — пронизливу баладу «Nothing Compares 2 U», автором якої знову-таки був Принс. Майлз Девіс заявляв, що мріє попрацювати з Принсом, якого вважав «найперспективнішим артистом нашого часу» і «новим Дюком Еллінгтоном».

### Експерименти 80-их та 90-их
З другої половини 1980-х творчість Принса, більш не стримувана комерційними міркуваннями, стала еволюціонувати в самих непередбачуваних напрямках. Деякі пояснювали наліт психоделії і експериментальну структуру таких його записів, як «Batdance» (1989, тема до фільму «Бетмен», перше місце в чартах США), захопленням наркотиком «екстазі». 1987 року співак за кілька днів до релізу скасував вихід амбітно задуманого, як «повернення до чорного коріння» альбомуThe Black Album. Подібна непередбачуваність бентежила фанатів і підточувала основи його успіху у публіки. Альбом, що вийшов в 1987 році Sign o 'the Times не зміг піднятися в американських чартах вище 6-го місця, хоча критики назвали його найглибшим і найоригінальнішим альбомом Принса, а впливовий журнал «Time» визнав його найкращим альбомом 80-их.

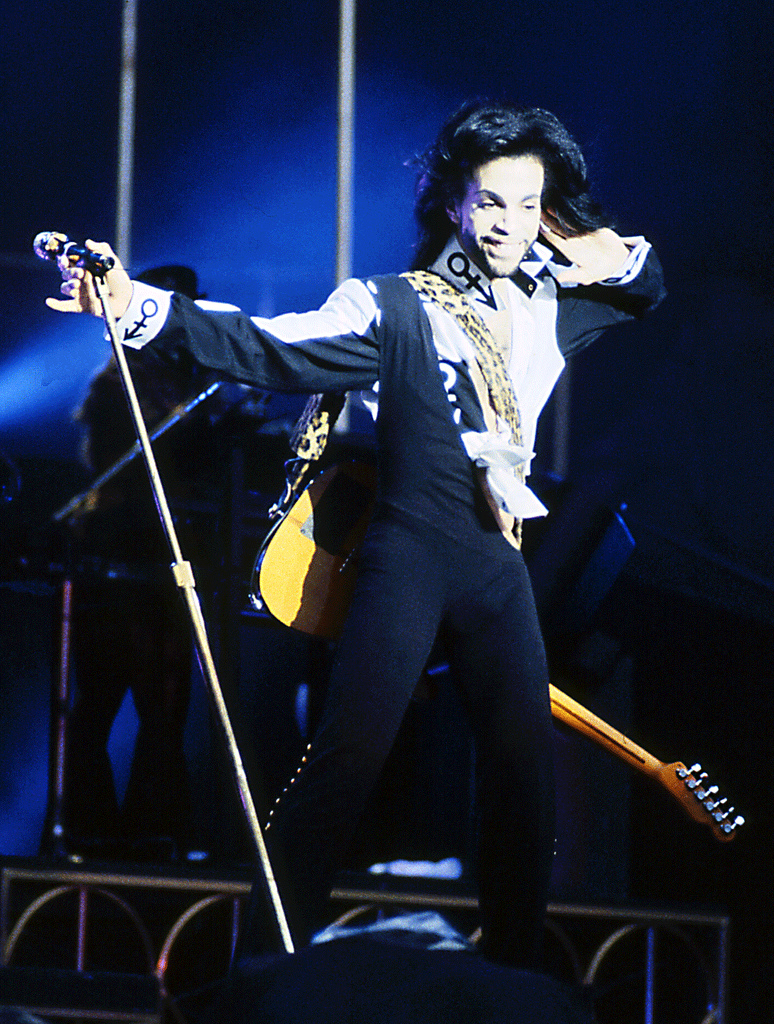
Nude Tour, 1990 рік

З настанням дев'яностих Принс став радикально змінювати свій імідж і музику. Він розпустив The Revolution і створив новий колектив — The New Power Generation, під ім'ям якого випустив в 1991 році успішний альбом Diamonds and Pearls, який запам'ятався потужним вокалом Розі Гейнс. Одночасно з роботою над власним диском він допомагав Мадонні і Кейт Буш в записі альбомів Like a Prayer і The Red Shoes відповідно. Але найбільші зміни в образі співака трапилися після 1993 року, коли він випустив новий альбом, назвою якого вибрав поєднання чоловічих (♂) і жіночих (♀) символів, а словесним сценічним відповідником обрав назву Love Symbol. Цей же символ став позначенням самого артиста: записи попередніх років перевипускалися ним під ім'ям «Принс (1985—1993)», а нові роботи — під ім'ям «артист, раніше відомий, як Принс». Якщо колишній Принс запам'ятався всім своєю зухвалістю, зухвалим сценічним образом, то теперішній Love Symbol поставав смиренним і лагідним. Загальний подив зміною імені на невимовне нове і супутнє катастрофічне падіння показників продажів вилилися в судову тяжбу Принса з його лейблом Warner Brothers, який, на думку співака, обмежував його творчу незалежність. Він став з'являтися на публіці з нанесеним на щоку словом «slave» (укр. «раб»)
Після закінчення терміну контракту з Warner Brothers в 1996 році, Принс випустив три диски різноманітного матеріалу під назвою Emancipation, серед яких фанати виявили і перші в його житті кавер-версії хітів інших виконавців. Ця добірка пісень була зустрінута без ентузіазму, і жодна з нових записів Принса не зміг повторити успіху «The Most Beautiful Girl in the World» — єдиного з його синглів, який очолював британські чарти продажів (це було у 1994 році). Однак під кінець тисячоліття авторитетний журнал «Rolling Stone» включив Принса в число «небожителів» епохи рок-н-ролу, а в 2000 році він відновив використання свого власного імені.

## Дискографія
Принс — досить плідний артист. Його дискографія включає понад 20 студійних альбомів, кілька компіляційних та живих альбомів, існує також неофіційна інформація про велику кількість не опублікованих записів. В інтерв'ю канадському журналу McLeans у серпні 2004 він повідав: 
|  | Я можу писати пісні кожен день, проте ви спитаєте себе: „А скільки записів мені потрібно?“. |

Завдяки ретельному відбору матеріалу у поєднанні з надзвичайною плідністю творчий доробок цього музиканта рівний за якістю.
За кар'єру Принс продав понад 100 мільйонів платівок та записав понад 30 альбомів. Він був і співаком, і композитором, і аранжувальником, а також грав на багатьох інструментах. Найвідомішими його хітами є «Let's Go Crazy» та «When Doves Cry». Альбоми Prince очолювали хіт-паради: «Dirty Mind» (1980), «1999» (1982) і найвідоміший його диск «Purple Rain» (1984).
До початку 90-х музикант добився статусу не тільки культового виконавця, а й одного з найпопулярніших композиторів. Написані ним композиції для інших виконавців також очолювали хіт-паради — досить згадати найуспішніший запис ірландської співачки Шинейд О'Коннор сингл «Nothing Compares 2 U», який написав Принс.
У 2004 Принс був занесений до Зали слави рок-н-ролу
. Також його 6 пісень потрапили до Списку 500 найкращих пісень усіх часів за версією журналу Rolling Stone, 4 альбоми — до Списку 500 найкращих альбомів усіх часів за версією журналу Rolling Stone.
В листопаді 2016 відбувся реліз найращих хітів музиканта «4Ever», а 2017 року вийшло перевидання альбому «Purple Rain».
| Рік  | Альбом                        | США | Британія | Світовий продаж | RIAA Certification       | BPI Certification       | Інше |
| ---- | ----------------------------- | --- | -------- | --------------- | ------------------------ | ----------------------- | --- |
| 1978 | For You                       | 163 | -        | 930,000         | -                        | -                       | - 1-й студійний альбом - Випущено: Квітень 1978 - Лейбл: Warner Bros. Records |
| 1979 | Prince                        | 22  | -        | 1,95 млн        | Платиновий (02/21/80)    | Золотий (12/11/04)      | - 2-й студійний альбом - Випущено: Жовтень, 1979 - Лейбл: Warner Bros. Records |
| 1980 | Dirty Mind                    | 45  | -        | 2,01 млн        | Золотий (06/20/84)       | -                       | - 3-й студійний альбом - Випущено: Жовтень 1980 - Лейбл: Warner Bros. Records |
| 1981 | Controversy                   | 21  | -        | 2,65 млн        | Платиновий (01/11/85)    | Срібний (11/17/89)      | - 4-й студійний альбом - Випущено: Жовтень, 1981 - Лейбл: Warner Bros. Records |
| 1982 | 1999                          | 9   | 30       | 6.07 млн        | 4хПлатиновий (03/24/99)  | Срібний (01/01/85)      | - 5-й студійний альбом - Випущено: Жовтень, 1982 - Лейбл: Warner Bros. Records - Double LP albu млн                                                                                  |
| 1984 | Purple Rain                   | 1   | 7        | 19.88 млн       | 13хПлатиновий (05/16/96) | 2хПлатиновий (05/01/90) | - Credited to «Prince and The Revolution» - 1-й саундтрек - Випущено: Червень, 1984 - Лейбл: Warner Bros. Records                                                                    |
| 1985 | Around the World in a Day     | 1   | 5        | 4.58 млн        | 2хПлатиновий (07/02/85)  | Золотий (04/22/95)      | - Credited to «Prince and The Revolution» - 6-й студійний альбом - Випущено: Квітень, 1985 - Лейбл: Warner Bros. Records                                                             |
| 1986 | Parade                        | 3   | 4        | 4.15 млн        | Платиновий (06/03/86)    | Платиновий (03/01/92)   | - Credited to «Prince and The Revolution» - 2-й саундтрек - Випущено: Березень, 1986 - Лейбл: Warner Bros. Records                                                                   |
| 1987 | Sign o' the Times             | 6   | 4        | 4.02 млн        | Платиновий (01/10/89)    | Платиновий (09/01/90)   | - 7-й студійний альбом - Випущено: Березень, 1987 - Лейбл: Warner Bros. Records - Double LP albu млн - Replaced the withdrawn albums «Camille», «Dream Factory», and «Crystal Ball». |
| 1988 | Lovesexy                      | 11  | 1        | 2,82 млн        | Золотий (12/05/88)       | Платиновий (08/23/89)   | - 8-й студійний альбом - Випущено: Травень, 1988 - Лейбл: Warner Bros. Records - Replaced the withdrawn Black Album                                                                  |
| 1989 | Batman                        | 1   | 1        | 6.79 млн        | 2хПлатиновий (08/29/89)  | Платиновий (11/01/89)   | - 3-й саундтрек - Випущено: Червень, 1989 - Лейбл: Warner Bros. Records |
| 1990 | Graffiti Bridge               | 6   | 1        | 2,30 млн        | Золотий (11/01/90)       | Золотий (08/21/90)      | - 4-й саундтрек - Випущено: Серпень, 1990 - Лейбл: Paisley Park Records - With various artists                                                                                       |
| 1991 | Diamonds and Pearls           | 3   | 2        | 6.45 млн        | 2хПлатиновий (01/30/92)  | Платиновий (12/01/91)   | - Credited to 'Prince and The New Power Generation' - 9-й студійний альбом - Випущено: Жовтень 1991 - Лейбл: Paisley Park Records                                                    |
| 1992 | Love Symbol                   | 5   | 1        | 2,70 млн        | Платиновий (12/17/92)    | Платиновий (05/01/93)   | - Credited to 'Prince and The New Power Generation' - 10-й студійний альбом - Випущено: Жовтень, 1992 - Лейбл: Paisley Park Records                                                  |
| 1993 | The Hits/The B-Sides          | 19  | 4        | 1,00 млн        | Платиновий (12/01/93)    | Срібний (06/01/95)      | - 1-а збірка хітів - Випущено: Вересень, 1993 - Лейбл: Paisley Park Records, first two including hit singles and new songs, and third CD including B-sides and rarities              |
| 1993 | The Hits 1                    | 46  | 5        | 2,75 млн        | Платиновий (08/10/95)    | Платиновий (06/01/95)   | - Випущено: Вересень, 1993 - Лейбл: Paisley Park Records - CD 1 from 'The Hits/The B-Sides'                                                                                          |
| 1993 | The Hits 2                    | 54  | 5        | 2,25 млн        | Платиновий (08/10/95)    | Платиновий (06/01/95)   | - Випущено: Вересень, 1993 - Лейбл: Paisley Park Records - CD 2 from 'The Hits/The B-Sides'                                                                                          |
| 1993 | Goldnigga                     | -   | -        | -               | -                        | -                       | - New Power Generation студійний альбом - Випущено: 1993]] - Лейбл: NPG Records |
| 1994 | The Beautiful Experience      | 92  | -        | -               | -                        | -                       | - EP containing remixes of The Most Beautiful Girl in the World - Випущено: Травень, 1994 - Лейбл: NPG Records - It charted on the UK Singles Chart                                  |
| 1994 | 1-800-NEW-FUNK                | -   | -        | -               | -                        | -                       | - Compilation - Випущено: 1994 - Лейбл: NPG Records - Includes songs written and produced by Prince and performed by other acts                                                      |
| 1994 | Come                          | 15  | 1        | 1,00 млн        | Золотий (10/18/94)       | Золотий (08/01/95)      | - 11-й студійний альбом - Випущено: Серпень, 1994 - Лейбл: Warner Bros. Records |
| 1994 | The Black Album               | 47  | 36       | 575,000         | -                        | -                       | - 12-й студійний альбом - Випущено: Листопад, 1994 - Лейбл: Warner Bros. Records - Recorded in 1986—1987 and withdrawn                                                               |
| 1995 | The Gold Experience           | 6   | 4        | 900,000         | Золотий (12/07/95)       | Золотий (10/01/95)      | - 13-й студійний альбом - Випущено: Вересень, 1995 - Лейбл: NPG Records / Warner Bros. Records - No longer in print                                                                  |
| 1995 | Exodus                        | -   | -        | -               | -                        | -                       | - New Power Generation студійний альбом - Випущено: 1995 - Лейбл: NPG Records |
| 1996 | Girl 6                        | 75  | -        | -               | -                        | -                       | - 5-й саундтрек - Випущено: Березень, 1996 - Лейбл: Warner Bros. Records |
| 1996 | Chaos And Disorder            | 26  | 14       | 350,000         | -                        | -                       | - 14-й студійний альбом - Випущено: Липень 1996 - Лейбл: Warner Bros. Records |
| 1996 | Emancipation                  | 11  | 18       | 1,20 млн        | 2хПлатиновий (02/07/97)  | -                       | - 15-й студійний альбом - Випущено: Листопад, 1996 - Лейбл: NPG Records |
| 1997 | Crystal Ball                  | 62  | 121      | 275,000         | -                        | -                       | - Випущено: 3 Березень, 1998 - Лейбл: NPG Records |
| 1997 | Kamasutra                     | -   | -        | -               | -                        | -                       | - Інструментальний альбом - Випущено: Жовтень, 1997 - Лейбл: NPG Records - As 'The NPG Orchestra'                                                                                    |
| 1997 | The Truth                     | -   | -        | -               | -                        | -                       | - 16-й студійний альбом - Випущено: Березень 1998 - Лейбл: NPG Records |
| 1998 | Newpower Soul                 | 22  | 38       | 425,000         | -                        | -                       | - New Power Generation студійний альбом - Випущено: Червень, 1998 - Лейбл: NPG Records                                                                                               |
| 1999 | 1999: The New Master          | 150 | -        | -               | -                        | -                       | - Ремікс EP - Випущено: Лютий, 1999 - Лейбл: NPG Records |
| 1999 | The Vault: Old Friends 4 Sale | 85  | 47       | 250,000         | -                        | -                       | - Компіляція - Випущено: Серпень, 1999 - Лейбл: Warner Bros. Records |
| 1999 | Rave Un2 the Joy Fantastic    | 18  | 145      | 750,000         | Золотий (12/10/99)       | -                       | - 17-й студійний альбом - Випущено: Листопад 1999 - Лейбл: NPG Records / Arista Records                                                                                              |
| 2000 | Rave In2 the Joy Fantastic    | -   | -        | -               | -                        | -                       | - Реміксовий альбом - Випущено: Квітень, 2000 - Лейбл: NPG Records |
| 2001 | The Very Best Of Prince       | 55  | 2        | 2,00 млн        | Платиновий (09/21/04)    | Платиновий (01/23/04)   | - 2-а збірка хітів - Випущено: Липень, 2001 - Лейбл: Rhino Records |
| 2001 | The Rainbow Children          | 109 | -        | 300,000         | -                        | -                       | - 18-й студійний альбом - Випущено: Листопад, 2001 - Лейбл: NPG Records |
| 2002 | One Nite Alone…               | -   | -        | -               | -                        | -                       | - 19-й студійний альбом - Випущено: 2002 - Лейбл: NPG Records |
| 2002 | One Nite Alone… Live!         | -   | -        | 950,000         | -                        | -                       | - 1s-й живий альбом - Випущено: Грудень, 2002 - Лейбл: NPG Records |
| 2003 | Xpectation                    | -   | -        | -               | -                        | -                       | - 2-й Інструментальний альбом - Випущено: Січень, 2003 - Лейбл: NPG Records |
| 2003 | C-Note                        | -   | -        | -               | -                        | -                       | - 2-й живий альбом - Випущено: Січень, 2003 - Лейбл: NPG Records - Downloadable through Prince's NPG Music Club only                                                                 |
| 2003 | N.E.W.S                       | -   | -        | -               | -                        | -                       | - Інструментальний альбом - Випущено: Липень, 2003 - Лейбл: NPG Records |
| 2004 | The Chocolate Invasion        | -   | -        | -               | -                        | -                       | - 20-й студійний альбом - Випущено: 2004 - Лейбл: NPG Records |
| 2004 | The Slaughterhouse            | -   | -        | -               | -                        | -                       | - 21-й студійний альбом - Випущено: 2004 - Лейбл: NPG Records |
| 2004 | Musicology                    | 3   | 3        | 2,50 млн        | 2хПлатиновий (01/31/05)  | Золотий (05/14/04)      | - 22-й студійний альбом - Випущено: Квітень, 2004 - Лейбл: NPG Records / Columbia Records                                                                                            |
| 2006 | 3121                          | 1   | 9        | 1,5 млн         | Золотий (06/26/06)       | -                       | - 23-й студійний альбом - Випущено: Березень, 2006 - Лейбл: NPG Records / Universal Records                                                                                          |
| 2006 | Ultimate                      | 61  | 6        | -               | -                        | -                       | - 3-тя збірка хітів - Випущено: Серпень, 2006 - Лейбл: Rhino Records |
| 2007 | Planet Earth                  | 3   | -        |                 |                          |                         | - 24-й студійний альбом - Випущено: 24 Липня, 2007 - Лейбл: NPG Records / Columbia Records                                                                                           |

## Смерть
Принс потрапив до лікарні незадовго після виступу на сцені, але невдовзі залишив шпиталь. Смерть сталася через тиждень у його маєтку в штаті Міннесота, про це повідомила його агент.
Принс не залишив заповіту. Його статки оцінювали приблизно в $100 млн.

Висловлюючи скорботу через смерть Принса, поп-зірка Кеті Перрі сказала:
|  | Світ втратив багато магії |

## Цікаві факти
Жовту електрогітару Принса продали на аукціоні Heritage Auctions в Лос-Анджелесі за $137,5 тис.. ЇЇ купив власник футбольної команди «Індіанаполіс Колтс» Джим Ірсей. За даними будинку аукціонів Heritage Auctions, ця гітара була одним з найулюбленіших музичних інструментів Принса.